# Centropleuridae
A Centropleuridae a háromkaréjú ősrákok (Trilobita) osztályának a Redlichiida rendjéhez, ezen belül a Redlichiina alrendjéhez tartozó család.

## Rendszerezés
A családba az alábbi nemek tartoznak:
- Anopolenus
- Beishanella
- Centropleura
- Clarella
- Luhops